# Spoorlijn Rheinhausen - Kleef
De spoorlijn Rheinhausen - Kleef ook wel Niederrheinstrecke genoemd is een Duitse spoorlijn als spoorlijn 2330 onder beheer van DB Netze.
De parallelle lijn tussen de aansluiting Mühlenberg en station Trompet is DB 2340, deze is sinds 1969 verlegd en gedeeltelijk over het tracé van DB 2333 gelegd.

## Geschiedenis
De spoorlijn werd tussen 1903 en 1904 onder de naam Hippeland-Express gebouwd. Het deel Xanten - Kleve is sinds 1989 buiten gebruik en in 2003 opgebroken.

## Treindiensten
De Deutsche Bahn verzorgde tot december 2009 het personenvervoer op dit traject met RB treinen. Op 21 januari 2008 werd bekend dat de NordWestBahn voor een periode van 15/16 jaar gaat rijden op het Niers-Rhein-Emscher-Netz.
| Serie | Treinsoort                  | Route                                                                    | Bijzonderheden                                                 |
| ----- | --------------------------- | ------------------------------------------------------------------------ | -------------------------------------------------------------- |
| RB 31 | Regionalbahn (NordWestBahn) | (Xanten – Alpen – )Moers – Trompet – Rumeln – Rheinhausen – Duisburg Hbf | Der Niederrheiner 2x per uur Moers-Duisburg, zondag 1x per uur |

## Elektrische tractie
Het traject werd tussen Rheinhausen en Millingen in 1971 geëlektrificeerd met een wisselspanning van 15.000 volt 16⅔ Hz.

## Aansluitingen
In de volgende plaatsen is of was er een aansluiting op de volgende spoorlijnen:
Rheinhausen
DB 2504, spoorlijn tussen de aansluiting Lohbruch - Rheinhausen
DB 2505, spoorlijn tussen Krefeld en Bochum
Rumeln
DB 2340, spoorlijn tussen de aansluiting Mühlenberg en Trompet
Trompet
DB 2, spoorlijn tussen Uerdingen en Trompet
DB 2332, spoorlijn tussen Trompet en Duisburg-Homberg
Moers
DB 25, spoorlijn tussen Moers en Moers Krefelder Bahnhof
DB 9230, spoorlijn tussen Rheinberg - Moers
DB 9231, spoorlijn tussen Moers en Sevelen
aansluiting Meerbeck
DB 2331, spoorlijn tussen Moers Meerbeck en Oberhausen Walzwerk
DB 2518, spoorlijn tussen Geldern en aansluiting Meerbeck
Rheinberg
DB 9230, spoorlijn tussen Rheinberg en Moers
Alpen
DB 2517, spoorlijn tussen Alpen en Büderich
Kleve
DB 2516, spoorlijn tussen Kleef en Spyck
DB 2610, spoorlijn tussen Keulen en Kranenburg

## Afbeeldingen

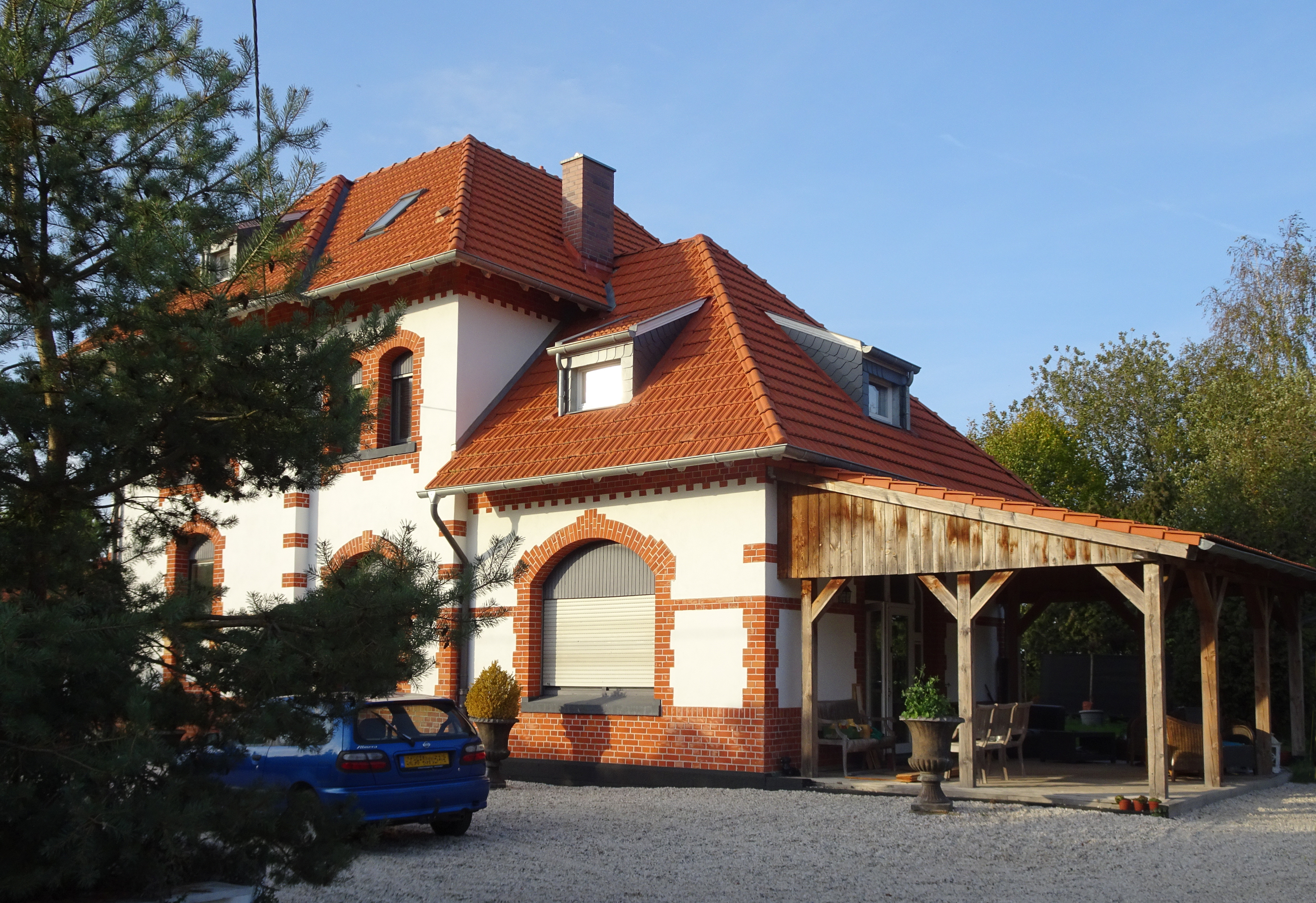
Voormalig station Hasselt
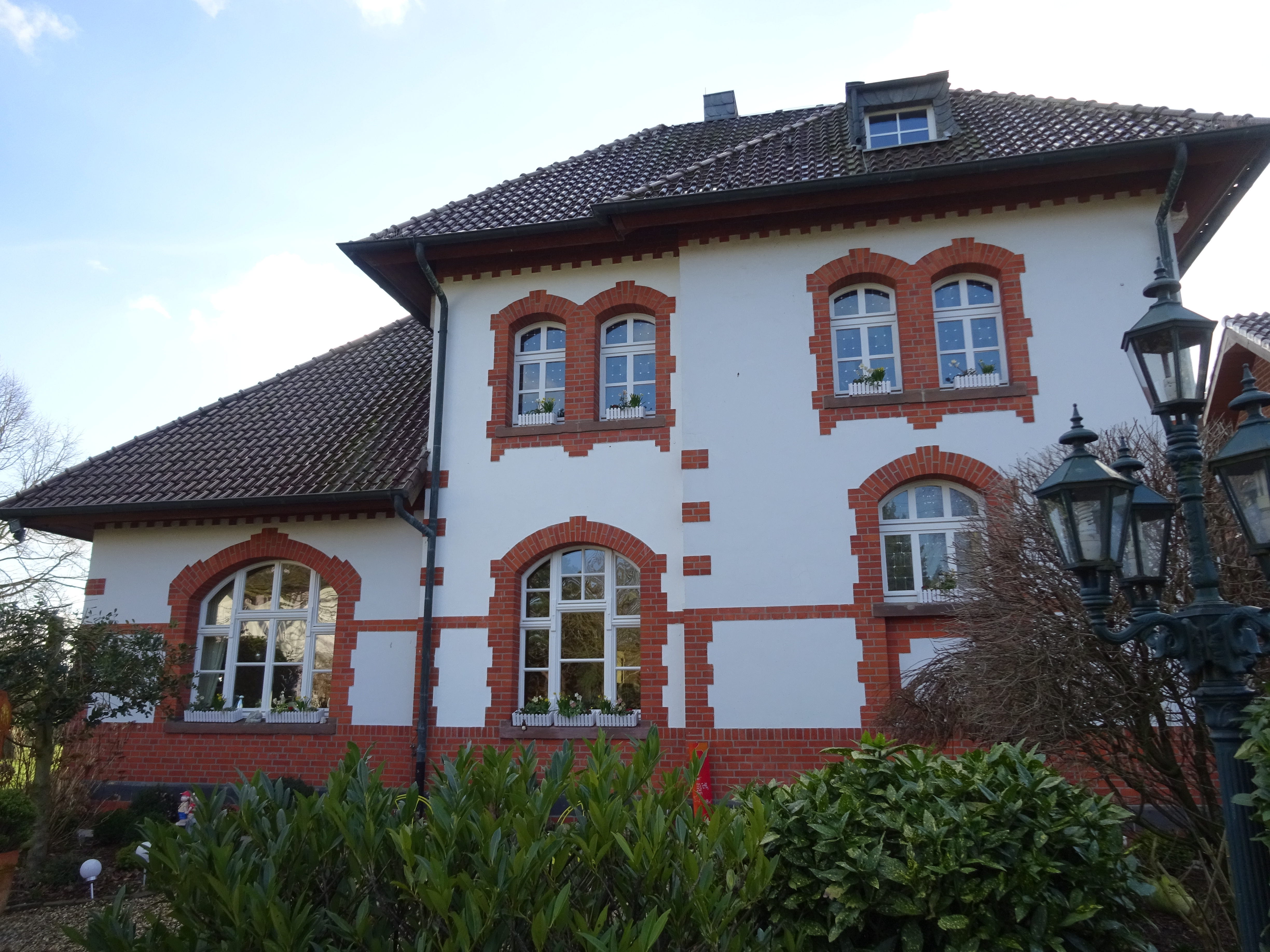
Voormalig station Till-Moyland
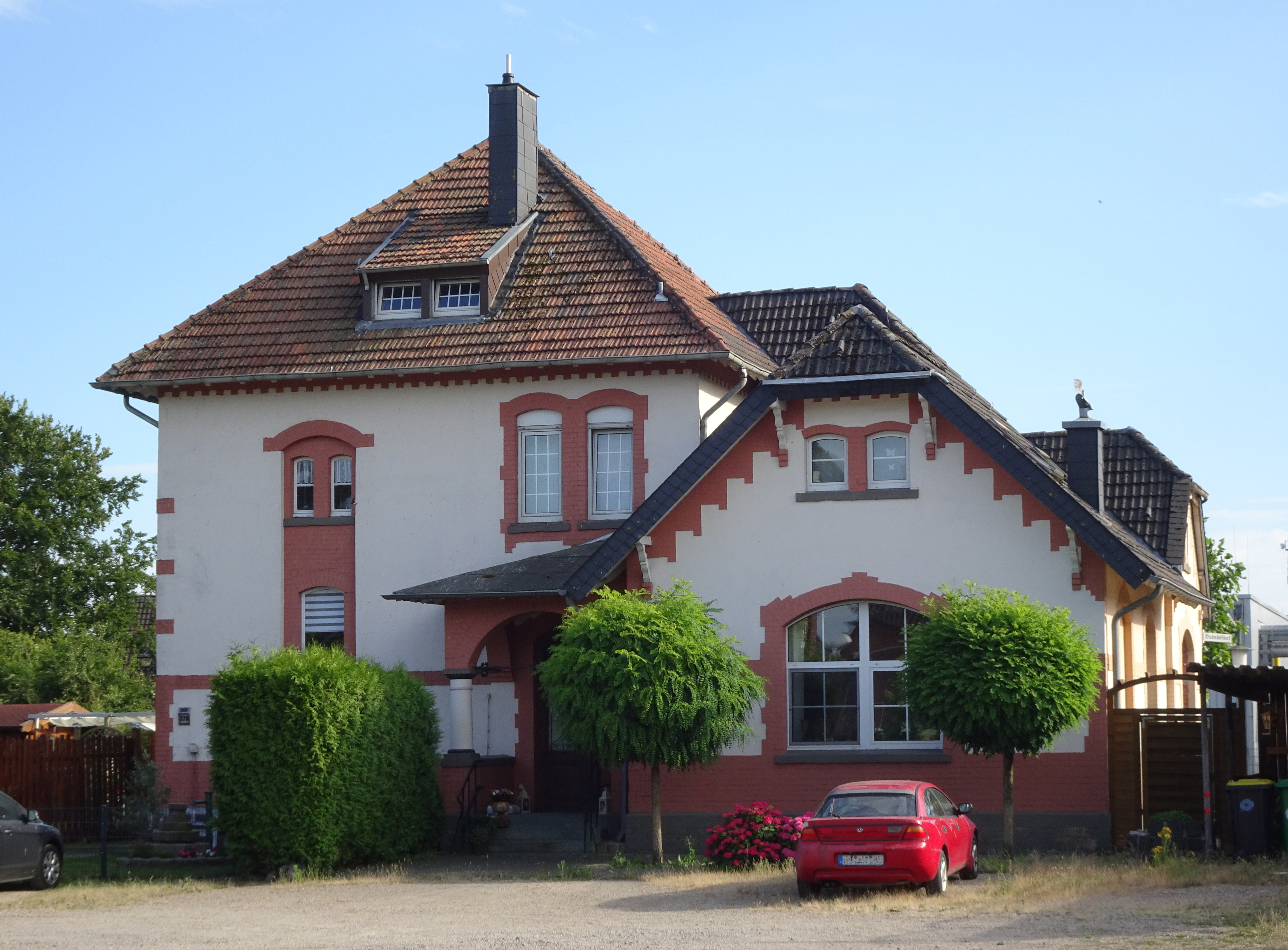
Voormalig station Appeldorn
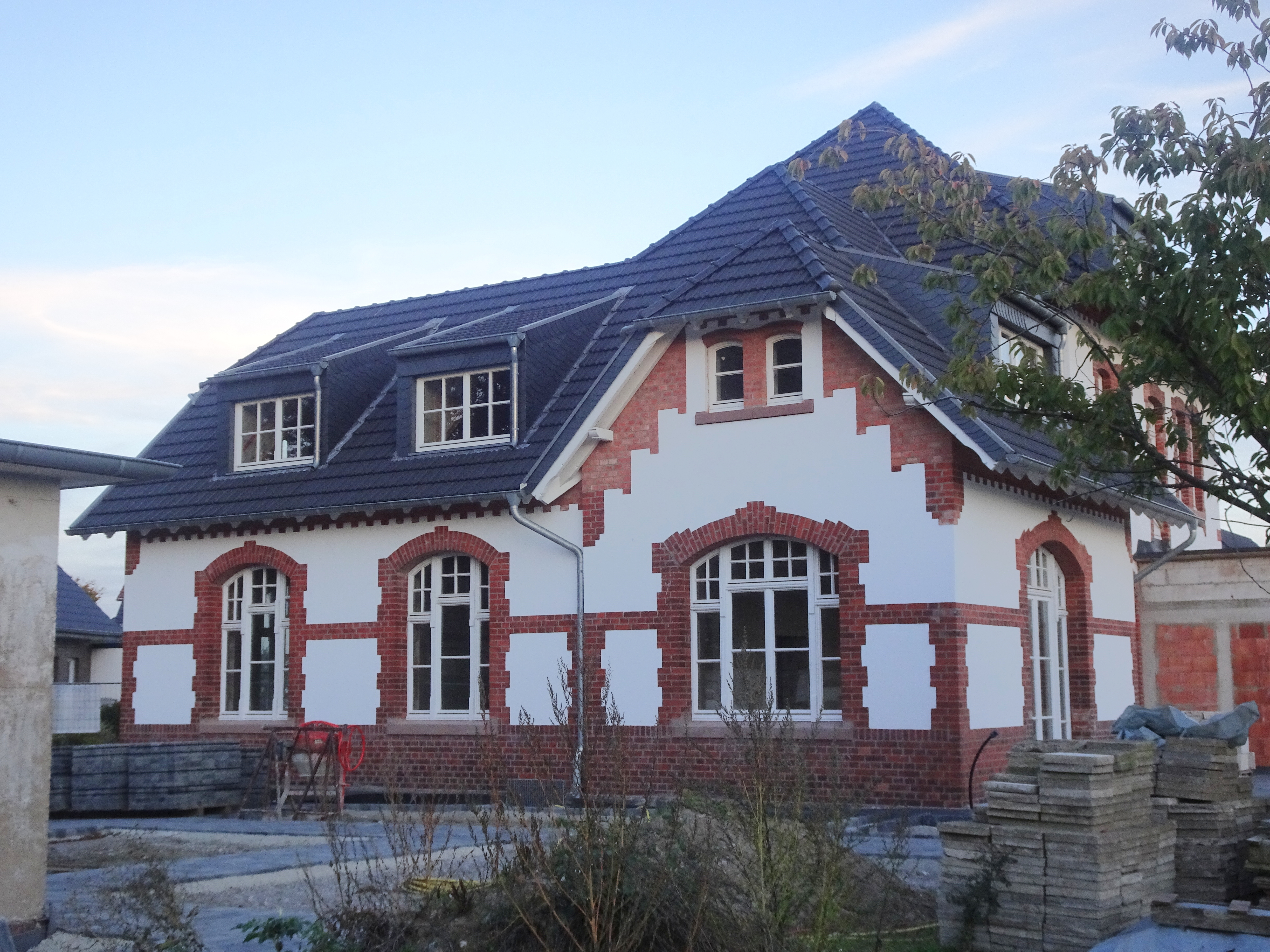
Voormalig station Marienbaum